# Géza Csáth

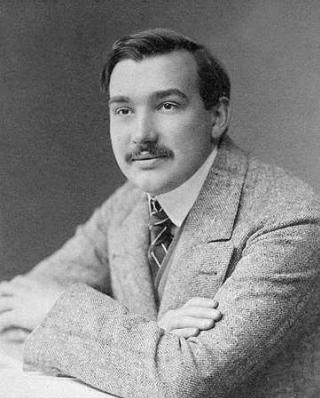
Géza Csáth 1915

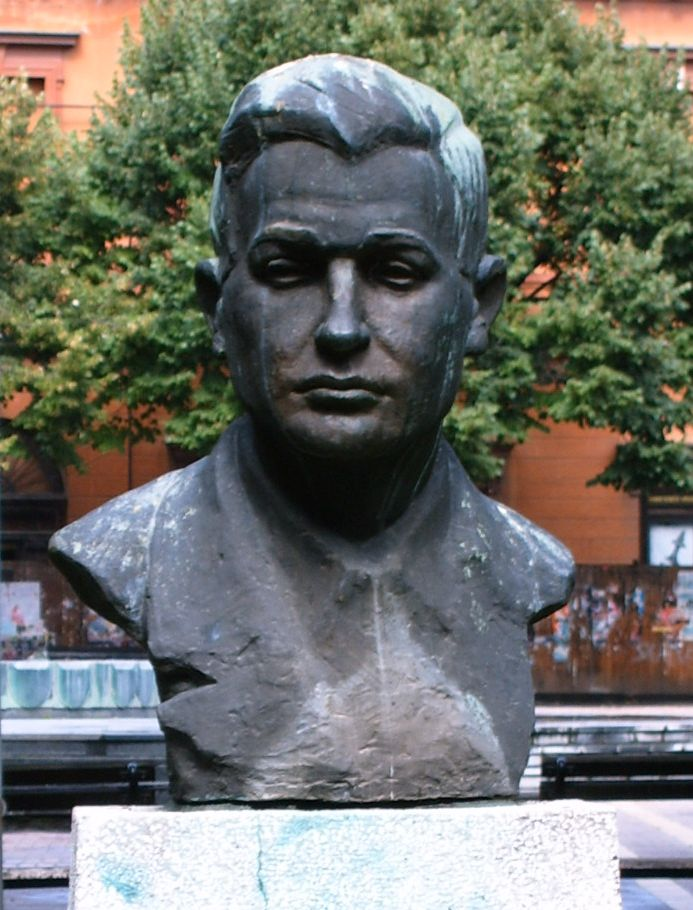
Géza Csáth, Bronzebüste in Subotica.

Géza Csáth, geboren als József Brenner (* 13. Februar 1887 in Szabadka, damals Österreich-Ungarn, heute Serbien; † 11. September 1919 in Kelebija, damals Königreich Jugoslawien, heute Serbien), war ein ungarischer Schriftsteller, Dramatiker, Musikkritiker und Psychiater.
Csáth publizierte sein literarisches Werk auf Ungarisch. Zum Hauptwerk zählen seine Tagebücher, Novellen und Erzählungen. Obwohl Csáths literarisches Lebenswerk außerhalb Ungarns nur wenig bekannt ist, gilt er als einer der bedeutenden Vertreter der modernen Literatur in Ungarn im 20. Jahrhundert. Seine literarische Ästhetik, die mit den Tabus ihrer Zeit brach und radikal psychologische Abgründe zum Ausdruck brachte, hat zahlreiche ungarische Schriftsteller beeinflusst. Der Großteil seiner Schriften wurde postum veröffentlicht.
Csáths Werk geriet nach seinem frühen Tod in Vergessenheit und wurde nach dem Zweiten Weltkrieg in Ungarn von der stalinistischen Kulturpolitik als „dekadent“ beurteilt und unterdrückt. Erst nach dem Ungarischen Volksaufstand 1956 wurde es allmählich rehabilitiert und in den Kanon aufgenommen. Als Übersetzungen in deutscher Sprache wurden einige seiner bedeutendsten Werke erst zwischen 1989 und 1999 erstveröffentlicht.

## Leben und Werk
Géza Csáth stammte aus einer wohlhabenden bürgerlichen Familie. Er war der Cousin des ungarischen Schriftstellers Dezső Kosztolányi. Er galt schon in seiner Kindheit und Jugend als künstlerisch begabt und vielseitig talentiert. Er malte, spielte Violine und Klavier und wandte sich sehr früh dem Schreiben zu. Schon mit 14 Jahren, im Jahr 1901, veröffentlichte er erste Musikrezensionen in einer Regionalzeitung. Csáth maturierte im heimatlichen Szabadka. Er nahm anschließend in Budapest ein Studium der Medizin auf, das er im Jahre 1910 als Neurologe abschloss. Schon während seines Studiums hatte Géza Csáth Artikel für Feuilletons und Zeitschriften verfasst. Als einer der ersten seiner Zeit erkannte er den Wert der Werke der ungarischen Komponisten Béla Bartók und Zoltán Kodály.
Nach dem Studium war er Assistenzarzt an der Psychiatrie und Nervenklinik von Professor Moravcsik in Budapest. Csáth interessierte sich besonders für die Auswirkungen von Drogen, sowohl aus medizinischer Sicht als auch bezüglich der künstlerischen Kreativität. Aus diesem Interesse heraus spritzte er sich im April 1910 erstmals Morphium und wurde bald süchtig. Daraufhin wechselte er seine Stellung und war als Kurarzt tätig. Daneben fand er Zeit zum Schreiben.
1909, im Alter von 21 Jahren veröffentlichte Csáth seinen ersten Band mit Novellen, ein Jahr später erschien ein Essay über Opium. Zudem schrieb er Feuilletons und Musikrezensionen, komponierte und schrieb Theaterstücke. 1911 wurden in Budapest zwei Stücke von Csáth aufgeführt, deren Musik er auch komponiert hatte. Im gleichen Jahr erschien Csáths medizinisches Werk „Über den psychischen Mechanismus der Geisteskrankheiten.“ 1912 wurde seine Studie über Giacomo Puccini ins Deutsche übersetzt und veröffentlicht.
Die meisten seiner Kurzgeschichten entstanden in dieser Zeit vor dem Ersten Weltkrieg, sie thematisieren physische oder psychischer Aggressionen, Gewalt und Tabus wie Brudermord, Muttermord, Vergewaltigung oder die Verführung minderjähriger Mädchen. Neu war auch die radikale Form der Erzählperspektive: Csáth stellte diese verstörenden Handlungen in der ersten Person Singular dar, mit tiefen Einblicken in die Psyche der gestörten Täter. Seine gesammelten Novellen wurden erstmals im Jahr 1994 unter dem Titel Mesék, amelyek rosszul végződnek, (dt. „Märchen, die schlecht ausgehen“), in Ungarn veröffentlicht.
Im Jahr 1913 heiratete Géza Csáth zur Verwunderung seiner Freunde und Verwandten Olga Jónás. Am Ersten Weltkrieg nahm er ab 1914 als Militärarzt teil. In dieser Zeit verschlimmerte sich seine Drogensucht, so dass er 1917 schwerkrank entlassen wurde. Er versuchte dann, in verschiedenen Dörfern Südungarns als Landarzt zu praktizieren. Doch seine Sucht nahm zu und beherrschte nun sein Leben. Csáth soll oft paranoide Zustände bekommen haben, die Auswirkungen auf seine privaten Beziehungen hatten. Im Jahr 1919 wurde er in einer psychiatrischen Klinik in einem Provinzkrankenhaus behandelt, aus dem er jedoch floh. Am 22. Juli 1919 erschoss er seine Frau, sein Suizid wurde verhindert. Er wurde ins Krankenhaus von Szabadka eingeliefert, doch es gelang ihm erneut zu fliehen. Csáth wollte zurück nach Budapest, in die Psychiatrische Klinik von Moravcsik, doch an der Demarkationslinie zwischen Ungarn und Serbien wurde er von serbischen Soldaten aufgegriffen. Im Handgemenge nahm er Gift und soll im Straßengraben verstorben sein. Sein Grab in Szabadka, dem heutigen Subotica in Serbien, gibt es nicht mehr, da niemand dafür aufkam.
Der ungarische Literaturwissenschaftler László F. Földényi, bezeichnet das Werk von Géza Csáth als Geheimtipp, das einen Gegenpol zum literarischen Mainstream in Ungarn zu Beginn des 20. Jahrhunderts bilde. Besonders anhand seiner Novellen lasse sich Csásths Leben nachvollziehen: „Von der Melancholie und vom Ästhetizismus führt der Weg zur Aggression, zur Mordlust und zum Wahnsinn“. Über den Menschen Géza Csáth resümiert Földényi: „Das Leben hat ihn gezwungen, unablässig einen Weg zu gehen, der zwar ausschließlich der seinige, aber für ihn dennoch nicht annehmbar ist.“

## Werke
- A varázsló kertje. („Der Garten des Zauberers.“) Erzählungen, 1908.
- Az albíróék és egyéb elbeszélések. („Die Leute des Vizerichters.“) Erzählungen, 1909.
- Hamvazószerda. („Aschermittwoch.“) Drama, 1911.
- A Janika. („Janika.“) Drama, 1911.
- Elmebetegségek psychikus mechanizmusa. („Über den psychischen Mechanismus der Geisteskrankheiten.“) 1911.
- Zeneszerző portrék. („Komponistenporträts.“) 1911.
- Délutáni álom. („Nachmittagstraum.“) Erzählungen, 1911.
- Schmith mézeskalácsos. „Der Lebküchler Schmith.“ Erzählungen, 1912.
- Muzsikusok. („Musiker.“) Erzählungen, 1913.
- Mesék, amelyek rosszul végződnek. („Märchen, die schlecht ausgehen.“) Novellen, 1994.
- A muzsika mesekertje. („Der Märchengarten der Musik.“) Gesammelte Schriften zur Musik, 2000.
- Mihály Szajbély (Hg.), Géza Csáth: Egy elmebeteg nő naplója, Budapest : Magvető, 1978. Enthält den Neudruck: Der psychische Mechanismus der Geisteskrankheiten. (1912), eine zeitgenössische Rezension von Sándor Ferenczi, eine Studie des Herausgebers und eine Abhandlung des Psychiaters Béla Buda. (hu) (Hinweis bei Paul Harmat, S. 55f).

### Deutsche Übertragungen
- Über Puccini: eine Studie. Aus dem Ungarischen von Heinrich Horvát. Harmonia, Budapest 1912
- Muttermord: Novellen. Aus dem Ungarischen von Hans Skirecki. Brinkmann und Bose, Berlin 1989, ISBN 3-922660-42-8
- Tagebuch 1912-13.  Aus dem Ungarischen von Hans Skirecki. Brinkmann und Bose, Berlin 1990, ISBN 978-3-922660-44-6
- Erzählungen. Aus dem Ungarischen von Hans Skirecki und mit einem Nachwort von László F. Földényi. Brinkmann und Bose, Berlin 1999, ISBN 978-3-922660-74-3